# Ромео и Джульетта (опера Гуно)
Об одноимённых операх других композиторов см. здесь
«Ромео и Джульетта» (фр. Roméo et Juliette) — опера в пяти действиях с хоровым прологом, написанная в 1867 году французским композитором Шарлем Гуно на либретто Жюля Барбье и Мишеля Карре, по одноимённой трагедии Уильяма Шекспира.

## Предшественники
Сюжет трагедии Шекспира служил основой для нескольких оперных постановок до Гуно, начиная с оперы Иржи Бенды, написанной в 1776 году для герцога Саксен-Гота-Альтенбургского. Наиболее значительными были опера Даниэля Штейбельта на либретто Ж.-А. де Сегюра (премьера в театре Фейдо в 1793 году); опера Дзингарелли (премьера в «Ла Скала» в 1796 году при участии Джузеппины Грассини в роли Джульетты и Джироламо Крешентини в роли Ромео); опера Ваккаи 1826 года, также выдержавшая премьеру в Милане; опера Беллини «Капулетти и Монтекки» (1830); и опера маркиза д’Иври «Влюблённые из Вероны», поставленная в середине XIX века в Париже. К предшествующим музыкальным обработкам можно также отнести драматическую симфонию Берлиоза, которую сам автор называл «оперой без слов», и балеты, первый из которых был поставлен в 1785 году в Венеции. Тем не менее именно сочинение Гуно названо в «Карманном путеводителе по опере» Руперта Кристиансена самой удачной из более чем 40 оперных адаптаций «Ромео и Джульетты».

## Действующие лица

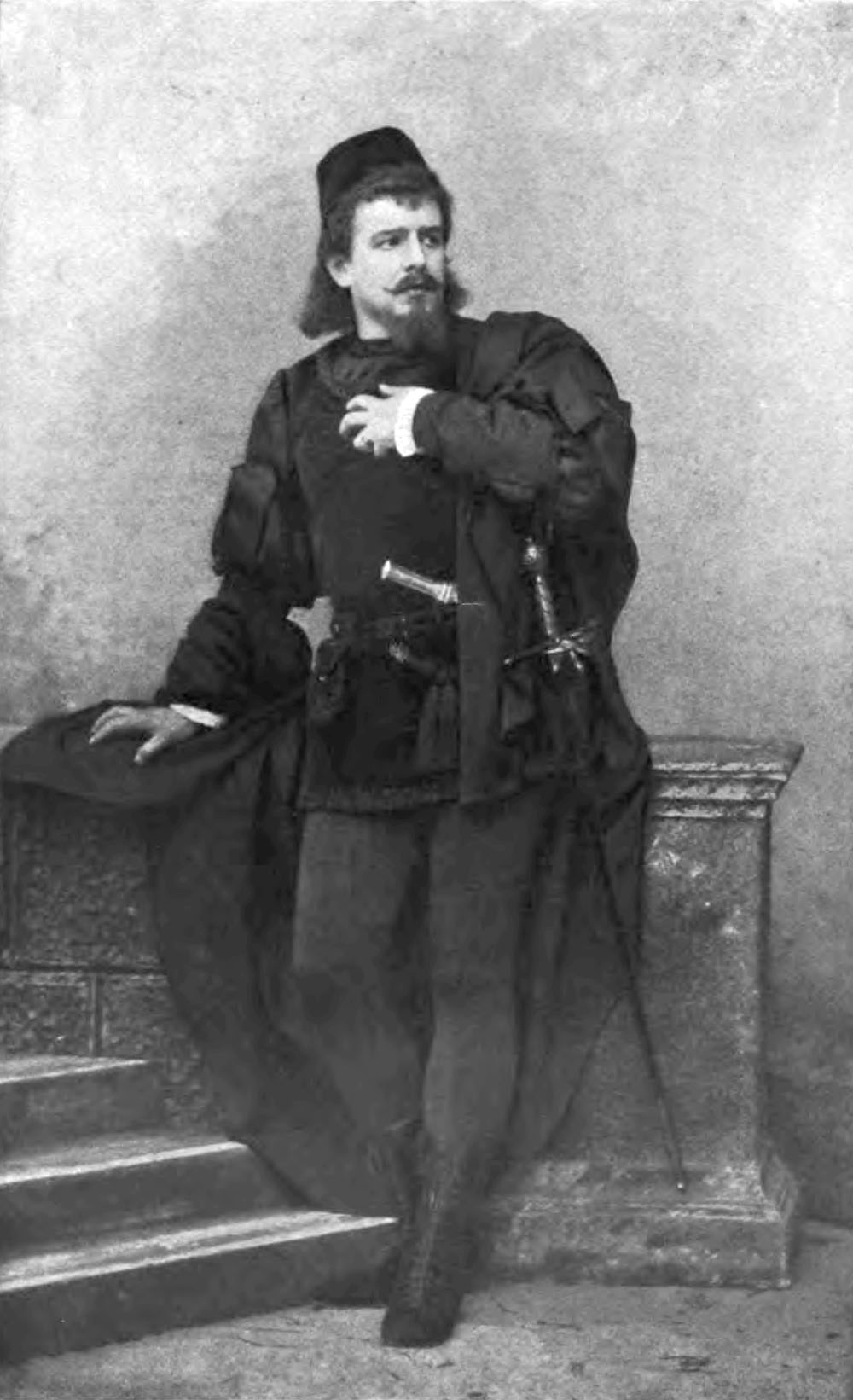
Польский тенор Жан (Ян) де Решке в роли Ромео
(Париж, 1888)

Премьера оперы состоялась 27 апреля 1867 года в Париже. Дирижёром был Адольф Делофр.
| Персонаж                      | Голос         | Исполнитель в премьерном показе                |
| ----------------------------- | ------------- | ---------------------------------------------- |
| Джульетта Капулетти           | сопрано       | Мари Каролина Миолан-Карвальо                  |
| Ромео, сын графа Монтекки     | тенор         | Пьер-Жюль Мишо (Pierre-Jules Michot)           |
| Лоренцо, монах                | бас           | Жан Казо (Jean Cazaux)                         |
| Меркуцио, друг Ромео          | баритон       | Огюст-Арман Барре (Auguste-Armand Barré)       |
| Стефано, паж Ромео            | сопрано       | Жозефина Даран (Joséphine Daram)               |
| граф Капулетти                | бас           | Этьенн Труа (Étienne Troy)                     |
| Тибальд, племянник Капулетти  | тенор         | Жюль-Анри Пюже (Jules-Henri Puget)             |
| Гертруда, кормилица Джульетты | меццо-сопрано | Элеонора Раген-Дюкло (Eléonore Ragaine-Duclos) |
| Эскал, герцог Веронский       | бас           | Эмиль Вартель                                  |
| граф Парис                    | баритон       | Лавессьер (Laveissière)                        |
| Грегорио, слуга Капулетти     | баритон       | Этьенн Труа                                    |
| Бенволио                      | тенор         | Пьер-Мари Лоран (Pierre-Marie Laurent)         |

## Краткое содержание

### Пролог
Хор рассказывает о том, что в Вероне жили две знатные семьи — Монтекки и Капулетти, которые вечно враждовали между собой и всячески мстили друг другу. Однажды дочь графа Капулетти Джульетта полюбила Ромео, сына графа Монтекки, и, так как вековая вражда их родителей не допускала брака между ними, то влюблённые заплатили жизнью за свою любовь.

### Действие первое

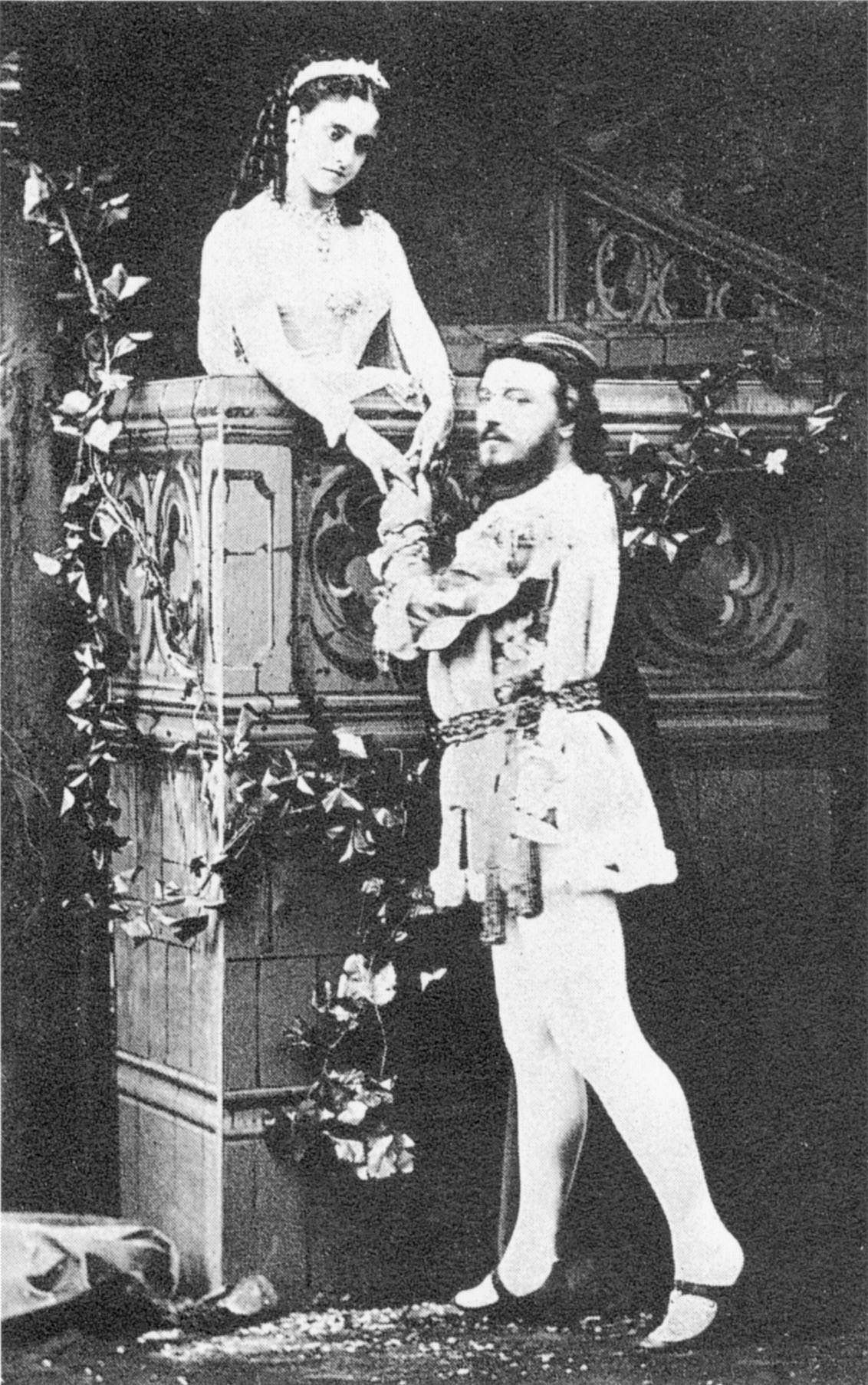
Сцена с балконом (действие второе) Аделина Патти и Марио. Лондон, 1867

Зал в богатом палаццо графа Капулетти. Граф даёт бал-маскарад по случаю дня рождения своей дочери Джульетты. Гости танцуют и веселятся. Племянник Капулетти Тибальд, обращаясь к графу Парису, жениху Джульетты, восхищается пышным балом и выражает уверенность, что он скоро сделается счастливым обладателем красавицы Джульетты. Входит граф Капулетти, ведя за руку Джульетту, за которой следует её кормилица Гертруда. Капулетти радушно приветствует гостей и представляет им свою дочь. Гости любуются красотой Джульетты, которая, как ребёнок, радуется общему веселью. Капулетти приглашает всех в танцевальный зал, и гости удаляются. Входят сын злейшего врага Капулетти, графа Монтекки, Ромео с приятелем Меркуцио; оба в масках Ромео просит приятеля не снимать маски, быть осторожным и не заводить ссоры. Меркуцио смеётся над Ромео и говорит, что Капулетти не очень храбры, и бояться их нечего. Вдали показывается Джульетта. Ромео, увидав её, влюбляется в неё с первого взгляда и останавливается в восхищении, но Меркуцио увлекает его за собой. Гертруда, останавливая бегущую от неё Джульетту, говорит ей, что она, наверное, спешит к графу Парису, который должен стать её мужем. Джульетта возражает, что она ещё не думает о браке и желает долго ещё «хранить свои девичьи грёзы». Гертруда уходит, и Джульетта остаётся одна. Возвращается Ромео и, подойдя к Джульетте, просит разрешения поцеловать её руку, но она отказывает ему в этом. Ромео восхищается её красотой, снимает маску, и молодые люди, не зная даже имён друг друга, объясняются в любви. Ромео просит Джульетту открыть ему, кто она. Когда Джульетта называет себя, Ромео вскрикивает, поражённый тем, что перед ним дочь их заклятого врага. Входит Тибальд и видит Джульетту, разговаривающую с неизвестным ему человеком. По голосу он узнаёт Ромео и клянётся отомстить ему. Джульетта в отчаянии, что она обратила внимание на сына их исконного врага, и говорит, что «только могила будет для них брачным ложем». Капулетти унимает начавшуюся ссору между Тибальдом и Ромео, указывая на то, что здесь место только веселью, и приглашает гостей принять участие в общем празднестве.

### Действие второе
Сад при дворце Капулетти. Вечер. Ромео под балконом мечтает о Джульетте, которую он страстно полюбил. В нежной песне он изливает свои чувства и зовёт Джульетту на свидание. На балконе появляется Джульетта, мечтающая о Ромео. Ромео радостно бросается ей навстречу и говорит слова любви. Джульетта просит его быть осторожным и удалиться, так как она слышит шаги. Ромео прячется. Грегорио, слуга Капулетти, разыскивает пажа Ромео — Стефана, которого видел вблизи сада. Не найдя в саду никого, он удаляется. Ромео, убедившись, что опасность миновала, снова приближается к балкону. Он клянётся в вечной любви Джульетте и просит её быть его женой, заявляя, что завтра же пришлёт за ней своего друга, который устроит их венчание. Джульетта бросается к нему в объятия. Раздаётся голос Гертруды, зовущей свою воспитанницу. Джульетта, отталкивая от себя Ромео, просит его уйти, и сама убегает. Оставшись один, Ромео опять предаётся мечтам о своей возлюбленной.

### Действие третье
Картина первая

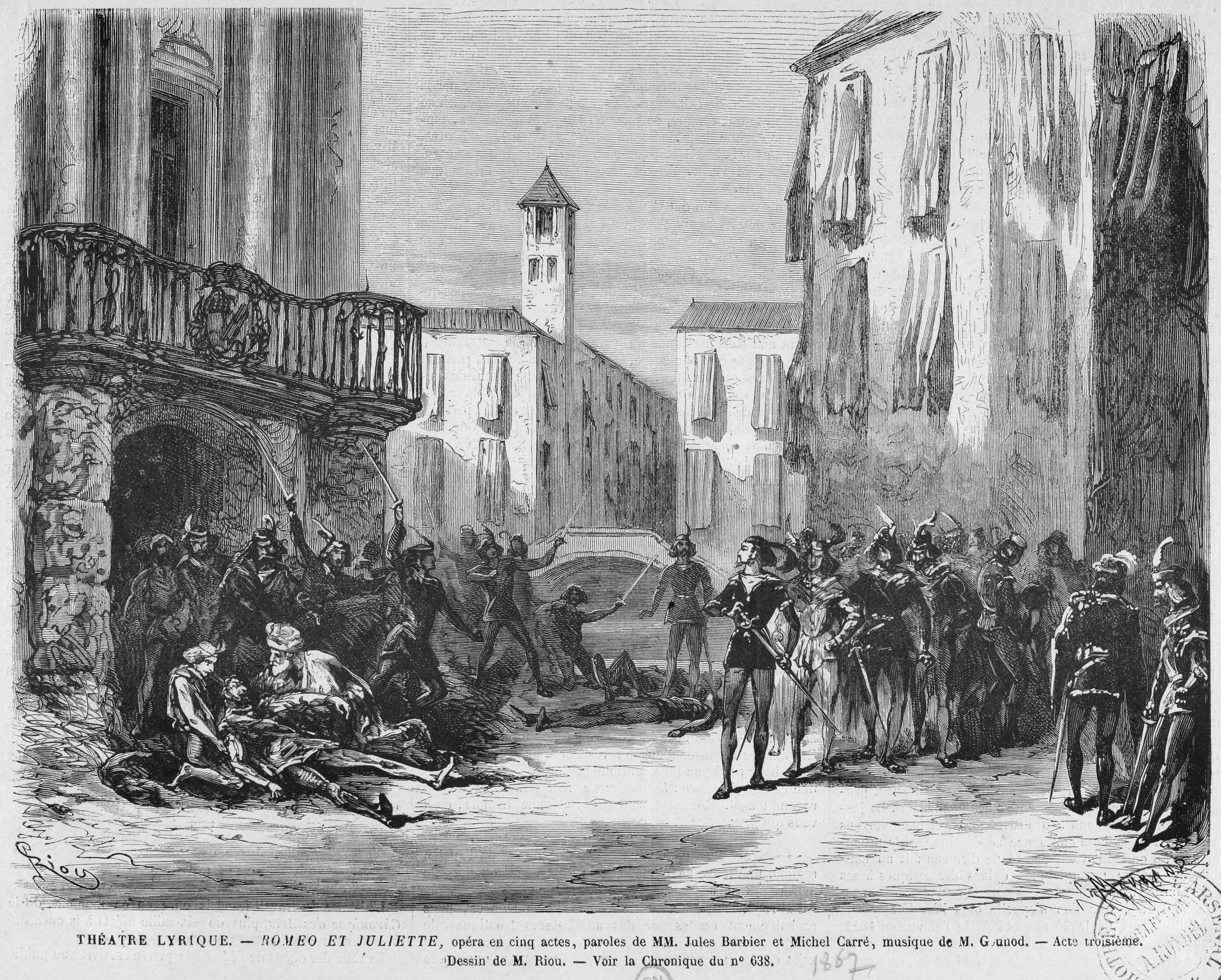
Действие третье, картина вторая.
Париж, Théâtre Lyrique, 24 апреля 1867

Келья францисканца отца Лоренцо. Появляется Ромео и приветствует монаха. Тот удивляется, что Ромео так рано уже на ногах: «Уж не запала ли в его сердце страсть?» Ромео признаётся ему, что любит Джульетту Капулетти. Признание Ромео крайне поражает монаха, знающего вражду между домами Монтекки и Капулетти. Вскоре появляется в сопровождении Гертруды Джульетта, и Ромео просит Лоренцо сочетать их браком. Лоренцо, видя их нежную любовь, соглашается обвенчать их, хотя бы он и подвергся потом страшному мщению: «Пусть служит этот брак началом примирения, погасит раздор и вражду!» Ромео и Джульетта становятся на колени, и Лоренцо венчает их, призывая на них божье благословение.
Картина вторая 
Улица перед дворцом Капулетти. Паж Стефано ищет Ромео. Увидев дом Капулетти, он смеётся над Грегорио, тщетно искавшего его ночью в саду. Вынув шпагу, Стефано говорит, что сумеет постоять за себя, и поёт песню о том, что молодая голубка, которую скрывают в этом доме, скоро бросит своё гнездо и, вырвавшись из когтей злых коршунов, стерегущих её, улетит к своему милому сизому голубку. На звуки песни Стефано из дома выходит Грегорио в сопровождении челяди. Он велит пажу прекратить пение, угрожая в противном случае разбить гитару о его спину. Стефано выхватывает шпагу и бросается на Грегорио. Начинается драка. На шум входит Меркуцио и останавливает дерущихся, говоря, что нападать на подростка-пажа — позор, и на это способны только Капулетти. Вышедший из дома Тибальд, услышав слова Меркуцио, просит его замолчать. Меркуцио оскорбляет Тибальда, и они скрещивают шпаги. Подоспевший Ромео разнимает их. Тибальд тогда вызывает на бой Ромео за то, что он оскорбил их дом, ища встречи с Джульеттой и заигрывая с ней. При этом Тибальд называет Ромео жалким трусом. Ромео возражает Тибальду, что он напрасно оскорбляет его, совсем его не зная, но что в его сердце так много любви, что ради неё он прощает ему его дерзость. Он говорит, что пора погаснуть вражде, царящей между их домами. Меркуцио, возмущённый словами Ромео, удивляется, что тот безобидно сносит нанесённое ему оскорбление. Он обнажает шпагу и, мстя за Ромео, вызывает Тибальда на поединок. Ромео старается удержать Меркуцио, но тот отталкивает его и начинает драться с Тибальдом, который ранит его. Меркуцио падает, проклиная оба враждующих дома. Ромео, мстя за друга, бросается на Тибальда с обнажённой шпагой. Новый поединок — и Тибальд падает, убитый Ромео. В эту минуту входит Капулетти и бросается к умирающему Тибальду. На шум сбегается народ. Вслед за тем появляется герцог Веронский Эскаль. Капулетти говорит герцогу, что Ромео убил Тибальда. Ромео заявляет, что он отомстил за смерть своего друга Меркуцио. Герцог требует от Монтекки и Капулетти клятвы в том, что они всегда будут следовать его повелениям и законам, а Ромео, в наказание за убийство, он приказывает отправиться в изгнание. Ромео потрясён приказом герцога, но клянётся, прежде чем уйти, увидеть Джульетту.

### Действие четвёртое
Комната Джульетты. Ночь. Последнее свидание Ромео с Джульеттой. Он рассказывает ей об убийстве Тибальда и о том, что по приказу герцога он с утра должен оставить Верону. Джульетта прощает ему этот грех и говорит, что обожает его. Ромео в восторге просит её повторить слова любви. Влюблённые заключают друг друга в объятия и замирают в сладком упоении. Очнувшись, они замечают, что уже наступает утро, и, слившись в последнем поцелуе, расстаются. Ромео уходит. Джульетта, оставшись одна, мечтает о нём и молится за него. Входит Капулетти и приветствует дочь; за ним появляется Лоренцо. Капулетти рассказывает дочери о желании умирающего Тибальда выдать Джульетту за графа Париса, представителя рода Капулетти. Воля умирающего священна, и поэтому Джульетта должна стать женой Париса. Обращаясь к монаху, он просит его вразумить Джульетту, а сам уходит. Джульетта бросается к Лоренцо и умоляет спасти её. Лоренцо, заранее всё обдумавший, спрашивает её, готова ли она умереть. Джульетта отвечает ему, «что лучше умереть, чем тот позор ужасный». Лоренцо даёт Джульетте склянку, содержимое которой повергает в сон, похожий на смерть. Монах надеется таким образом устроить её побег с Ромео: девушку сочтут мёртвой, похоронят, и тогда Ромео сможет её похитить и бежать с ней. Лоренцо благословляет Джульетту, которая решительно осушает склянку и падает без чувств.

### Действие пятое
Фамильный склеп Капулетти. Гробница Джульетты. Сюда прокрадывается ничего ещё не знающий о сонном зелье Ромео, чтобы проститься с мёртвой супругой. Он любуется чертами своей любимой, находя, что смерть не изменила её красоты. Не зная, что Джульетта лишь погружена в глубокий сон, и считая её мёртвой, Ромео решается умереть и выпивает яд. Слабея, он опускается на ступени склепа. В эту минуту летаргический сон Джульетты прекращается, и она приходит в себя. Очнувшись, она озирается и произносит: «Где я?» Ромео, услышав голос Джульетты, думает, что он начинает бредить, но, видя, что Джульетта поднялась из гроба и осматривается, он стремительно бросается к ней. Джульетта с криком кидается в объятия Ромео. В восторге свидания Ромео забывает на время о смерти. Вдруг он вскрикивает и бессильно падает на землю. Джульетта с ужасом следит за ним и испускает страшный вопль, когда узнает от Ромео, что, считая её умершей, он выпил яд. Джульетта выхватывает из-за пояса Ромео кинжал и закалывается. Влюбленные супруги просят у бога прощения и, нежно обнявшись, умирают.

## Музыка
Центральными номерами оперы являются четыре любовных дуэта и две арии заглавных персонажей. Сравнивая «Ромео и Джульетту» с «Фаустом», биограф Гуно Мари-Анн де Бове отмечает вынужденную скудость либретто, по сути выстроенного вокруг единственной любовной линии, которую не оживляет даже сцена дуэли, ничего не вносящая в два главных образа.
Открывающий оперу хоровой пролог без инструментального сопровождения, где использован оригинальный шекспировский текст, и звучащая позже эпиталама для восьми исполнителей и хора выдержаны в античном стиле.

Одним из наиболее известных номеров первого акта является блестящий колоратурный вальс (в других источниках — ариетта) Джульетты «В снах неясных», создающий образ беззаботной девочки. Современная Гуно критика отнеслась к этому вокальному номеру неоднозначно. Мари-Анн де Бове называет этот и несколько других номеров в партии Джульетты уступкой композитора первой исполнительнице этой роли — Мари Карвальо. Известный композитор и критик Эрнест Рейер, оправдывая его некоторую легковесность, писал: 
Это слишком незначительный эпизод для того, чтобы излишне суровые критики рассматривали его, как серьёзный отход от обычая господина Гуно создавать характеры, а не сочинять партии.
Дуэт (авторское название — мадригал на два голоса) Ромео и Джульетты «Ангел небесный, ручки прелестной коснуться бы я хотел», исполняемый в сцене первой встречи главных персонажей, носит изящный, несколько церемонный характер.
Второе действие содержит страстную каватину Ромео «Солнце, скорей взойди», и близкий ей по стилю дуэт на балконе «О, ночь блаженства!», включающий ряд выдержанных в разном темпе мелодичных и выразительных речитативов.
Четвёртый акт открывает коронный номер всей оперы — дуэт новобрачных «Ночь Гименея! О ночь святой любви!», где светлые и восторженные первые эпизоды постепенно уступают место взволнованным и тревожным мотивам. Этот дуэт часто сравнивают с дуэтом из «Фауста», причём разные критики отдают предпочтение то одному, то другому. Мари-Анн де Бове называет его несравненно чудесным спонтанным гимном любви. В день премьеры эту сцену прервали овации зала, после чего исполнителям пришлось начать её с начала.
Пятый акт полностью состоит из финального дуэта «Привет тебе, гроб мрачный и немой». Этот масштабный дуэт сочетает речитативные и напевные эпизоды, в которых звучат темы дуэта из четвёртого акта, связывающие воедино две сцены. Значительную роль в этой сцене играет оркестровое сопровождение.

## История создания и постановок
Шумный успех «Фауста» заставил возглавлявшую «Театр-Лирик» Мари Карвальо обратиться к Гуно с новым заказом. Гуно начал работу над новой оперой в апреле 1865 года в провансальском городе Сен-Рафаэль, где поселился в приморской вилле. Обстановка в Сен-Рафаэле напоминала итальянскую Кампанью и способствовала созданию правильного настроя. Композитор работал ежедневно с пяти утра, вчерне завершив партитуру менее чем за месяц. Почти весь первый акт был написан за один день — 9 апреля, также «в один присест» был закончен дуэт на балконе из второго акта. После такой интенсивной работы Гуно, однако, оказался на грани нервного истощения и вынужден был на две недели оставить работу для лечения в парижском предместьи Сен-Клу. Он возобновил работу 25 мая того же года, а в августе следующего года было объявлено о начале репетиций готовой оперы.
Премьера новой оперы была первоначально намечена на начало 1867 года, но отложена в связи с отсутствием тенора на главную роль. В итоге премьера состоялась в апреле 1867 года в «Театр-лирик» (Париж); заглавные партии исполняли тенор Пьер-Жюль Мишо и сопрано Мари Карвальо. Выдержав сто представлений в «Театр-Лирик», в 1873 году опера была поставлена в «Опера-Комик», по-прежнему с 45-летней Карвальо в роли Джульетты. Она оставалась в репертуаре «Опера-Комик» 15 лет. В 1888 году новую постановку осуществила в театре «Гранд-Опера» Национальная музыкальная академия, пригласившая для исполнения заглавных партий Аделину Патти и Яна де Решке.
Зарубежные премьеры «Ромео и Джульетты» состоялись в Лондоне в июле 1867 года (с Патти и Марио в главных ролях) и в Нью-Йорке в ноябре того же года (в Бруклинской академии музыки с Минни Хаук в партии Джульетты).
Вечером 22 июня 1941 года, в день начала Великой Отечественной войны, премьера оперы Шарля Гуно состоялась в Филиале ГАБТ СССР в Москве. Спектакль прошёл два раза.

## Экранизации оперы
- 1982 — «Ромео и Джульетта» /  / Romeo et Juliette (Франция) (фильм-опера), режиссёр Ив-Андре Юбер[фр.], Ромео — Нил Шикофф, Джульетта — Барбара Хендрикс. (Эпизод телесериала «Отвезите меня в театр» / Emmenez-moi au théâtre
- 1994 — «Ромео и Джульетта» / Roméo et Juliette (Великобритания) (фильм-опера), режиссёр Брайан Лардж[англ.], Ромео — Роберто Аланья, Джульетта — Леонтина Вэдува[англ.]
- 2002 — «Ромео и Джульетта» (Канада) (фильм-опера) (ТВ), режиссёр Барбара Уиллис Свит, Ромео — Роберто Аланья, Джульетта — Анджела Георгиу.
- 2007 — «Ромео и Джульетта» / Romeo et Juliette (фильм-опера), США, Метрополитен-опера,  режиссёр Ги Йостен; Роберто Аланья — Ромео, Анна Нетребко — Джульетта
- 2008 — «Ромео и Джульетта» / Romeo et Juliette (фильм-опера), Австрия, Германия, (ТВ), Зальцбургский фестиваль, режиссёр Брайан Лардж[англ.], Роландо Вильясон — Ромео, Нино Мачаидзе — Джульетта
- 2017 — «Ромео и Джульетта» / Romeo et Juliette (фильм-опера), США, The Metropolitan Opera HD Live, режиссёр Гэри Халворсон, дирижёр Джанандреа Нозеда, Ромео — Витторио Григоло, Джульетта — Диана Дамара